# Pedersholm
Pedersholm, en gammel herregård (også ofte betegnet Pedersholm Gods, eller blot Godset) på Vejle Søndermark. Ejendommens historie kan spores mange hundrede år tilbage, og var helt tilbage i Middelalderen oprindelig ladegård for borgen Rosborg ved Vejle Sønderå (engene, hvor Rosborg Gymnasium ligger i dag.) Det var helt tilbage til ca. år 1300. Derefter kom den under navnet Ladegård til Koldinghus Len, og blev senere af Frederik 2. henført til Vejle by. Dengang og resten af Middelalderen tilhørte Rosborg og Pedersholm Kongen / Kronen.
Senere har der været mange flere ejere. Navnet Pedersholm, fik godset efter Peder von Terkelsen, der købte godset i 1765 ved auktion og lod den nuværende hovedbygning opføre omkring 1771. De lange sidefløje, dateres til midten af 1800-tallet. Den kendte bygmester og stadsarkitekt Anders Christensen Kruuse forestod arbejdet med opførelsen. Arkitekt Anders Kruuse var uddannet fra Det Kgl. Kunstakademi i København under den franske Hofarkitekt  Nicolas-Henri Jardin, der bl.a. stod bag ombygningen af Fredensborg Slot i 1756.
Ejendommen ejedes fra 1572 af Vejle by, hvor den blev overdraget af Kong Frederik 2., dog med genkøbsret. Byen skulle betale 1 tønde smør i årlig afgift. I 1718 tog Kong Frederik 4. godset tilbage, da jordene skulle bruges til høavl og græsning for de heste, som blev benyttet af de indkvarterede ryttere under Koldinghus rytterdistrikt.
I 1928 blev den overtaget af Kristian Skou og Jørgen Marcussen. Skou ejede Øster Grundet, og fra 1942 og frem til sin død i 1958, var han alene om at eje Pedersholm. Skou grundlade kort før sin død fonden ”Legatstiftelsen Pedersholm”, idet han hertil skænkede hovedbygningen. Resten af ejendommen solgtes i 1959 af familien til Vejle Kommune, mens fondens midler gik til Kræftens Bekæmpelse samt til landbrugsforskning (Statens Planteavlslaboratorium) til gavn for Danmarks fremtidige landbrug. 
Der er en stor park foran den hvide, veldimensionerede, smukke Hovedbygning der fremtræder i ét storværk med en enkelt etage, men som rummer langt mere, idet den har en høj  parterre underetage, ligesom tagetagen er udnyttet. Man lægger ikke umiddelbart mærke til Pedersholm når man passerer forbi, men man skylder sig selv at går en tur på stierne i  fredskoven, og få et glimt at bygningen, som ligger gemt bag den 17000 kvm. store park mellem Ribe Landevej og Koldingvej, langs Pedersholms Allé. Meget af den oprindelige jord er udstykket til byggegrunde, således ligger en stor del af Vejles sydlige bydel på det tidligere gods' jorder.
Navnet Pedersholm kan lyde underligt for en herregård, der ligger på en bakke. Første del af navnet fik gården som tidligere nævnt efter den før omtalte Peder Terkelsen. Endelsen "holm" skyldes, at  ordet oprindeligt betød bakke.
Pedersholm blev primo 2020 købt af advokaterne Anne og Jesper Hviid, der bl.a. ejer design- og tekstilvirksomhed Georg Jensen Damask. En omfattende restaurering er nu igangsat.

## Ejere af Pedersholm
- (1300-1572) Kronen
- (1572-1718) Vejle By
- (1718-1765) Kronen
- (1765-1770) Peder Terkelsen
- (1770-1782) Johan von Meden
- (1782-1787) R. A. Paulsen
- (1787-1805) P. Joh. de Fønss
- (1805-1807) C. F. E. Skeel
- (1807-1814) Enke Fru Christine Halling, efter brigader Halling
- (1814-1820) Greve Schack Brockdorff
- (1820-1831) J. A. Kuhlmann
- (1831-1847) N. Nyholm
- (1847-1881) Torkild Hansen
- (1881-1884) Enke Fru Hansen
- (1884-1885) C. L. A. R. lensgreve Holck-Hardenberg-Reventlow
- (1885-1890) Louise von Qualen gift Holck-Hardenberg-Reventlow
- (1890-1899) Paul. A. greve Holck
- (1899-1904) M. Hvenegaard
- (1904-1914) L. C. Christensen
- (1914) Konsortium
- (1914-1919) K. Andersen
- (1919-1922) Greve N. A. K. Kaas af Muur
- (1922-1924) Brødrene Jacobsen
- (1924-1926) J. Bundgaard
- (1926-1928) N. A. Høgdall
- (1928-1942) Jørgen Marcussen / Christian Skou
- (1942-1958) Christian Skou
- (1958-1959) Legatstiftelsen Pedersholm (hovedbygningen)
- (1959-) Vejle Kommune (avlsgården)
- (1959-1990) Legatstiftelsen Pedersholm (hovedbygningen)
- (1990-2008) Jesper Bruun Rasmussen (hovedbygningen)
- (2008-2020) Bruun Rasmussen Holding A/S
- (2020-) Advokat Anne Hviid og Jesper Hviid